# Бокай
Бокай — деревня в Алнашском районе Удмуртской Республики, входит в Ромашкинское сельское поселение.
Находится в 4 километрах к востоку от села Алнаши и в 84 километрах к юго-западу от города Ижевск. Население на 1 января 2008 года — 18 человек.

## История
В 1929 году в выселке Бокай Алнашского сельсовета Алнашского района образован колхоз «Муш».
В июле 1950 года решением общего собрания колхозников выселок вошёл в состав объединенного колхоза «имени Пушкина», с центральной усадьбой в деревне Старая Шудья. На 1 сентября 1955 года выселок Бокай находился в составе Алнашского сельсовета Алнашского района. В 1958 году колхозы «имени Пушкина» и «имени Крупской», объединены в колхоз «Россия», который в 1963 году был переименован в колхоз «Правда», центральная усадьба колхоза по прежнему размещалась в деревне Старая Шудья.
В 1991 году Алнашский сельсовет разделён на Алнашский и Ромашкинский сельсоветы, выселок передан в состав нового сельсовета. Постановлением Госсовета УР от 26 октября 2004 года выселок Бокай Ромашкинского сельсовета был преобразован в деревню Бокай. 16 ноября 2004 года Ромашкинский сельсовет был преобразован в муниципальное образование «Ромашкинское» и наделён статусом сельского поселения.